# Andy Priaulx
Andy Priaulx   (Guernsey, 8 d'agost de 1973) és un pilot d'automobilisme britànic especialitzat en turismes, Campió del Món de Turismes els anys 2005, 2006 i 2007 i Campió d'Europa de Turismes l'any 2004. El 2019 va córrer amb el Ford Chip Ganassi Team UK al Campionat Mundial de Resistència de la FIA i Cyan Racing Lynk & Co a la Copa Mundial de Turismes de la FIA, després d'haver estat un antic pilot de fàbrica de BMW.

## Trajectòria
- 1998 - Participa en la Fórmula Palmer by Audi
- 1999 - Guanyador del Renault Spider Cup anglès
- 2001 - Participa en la Fórmula 3 coreana i al Campionat britànic de Turismes
- 2002 - Participa en el Campionat britànic de Turismes
- 2003 - Tercer del Campionat d'Europa de Turismes.
- 2004 - Guanyador del Campionat d'Europa de Turismes
- 2005 - Guanyador del Campionat Mundial de Turismes
- 2006 - Guanyador del Campionat Mundial de Turismes
- 2007 - Guanyador del Campionat Mundial de Turismes
- 2008 - Participa en el Campionat Mundial de Turismes